# Починок (станция)
Почи́нок — железнодорожная станция Смоленского региона Московской железной дороги на линии Смоленск — Рославль. Расположена в городе Починок Смоленской области.

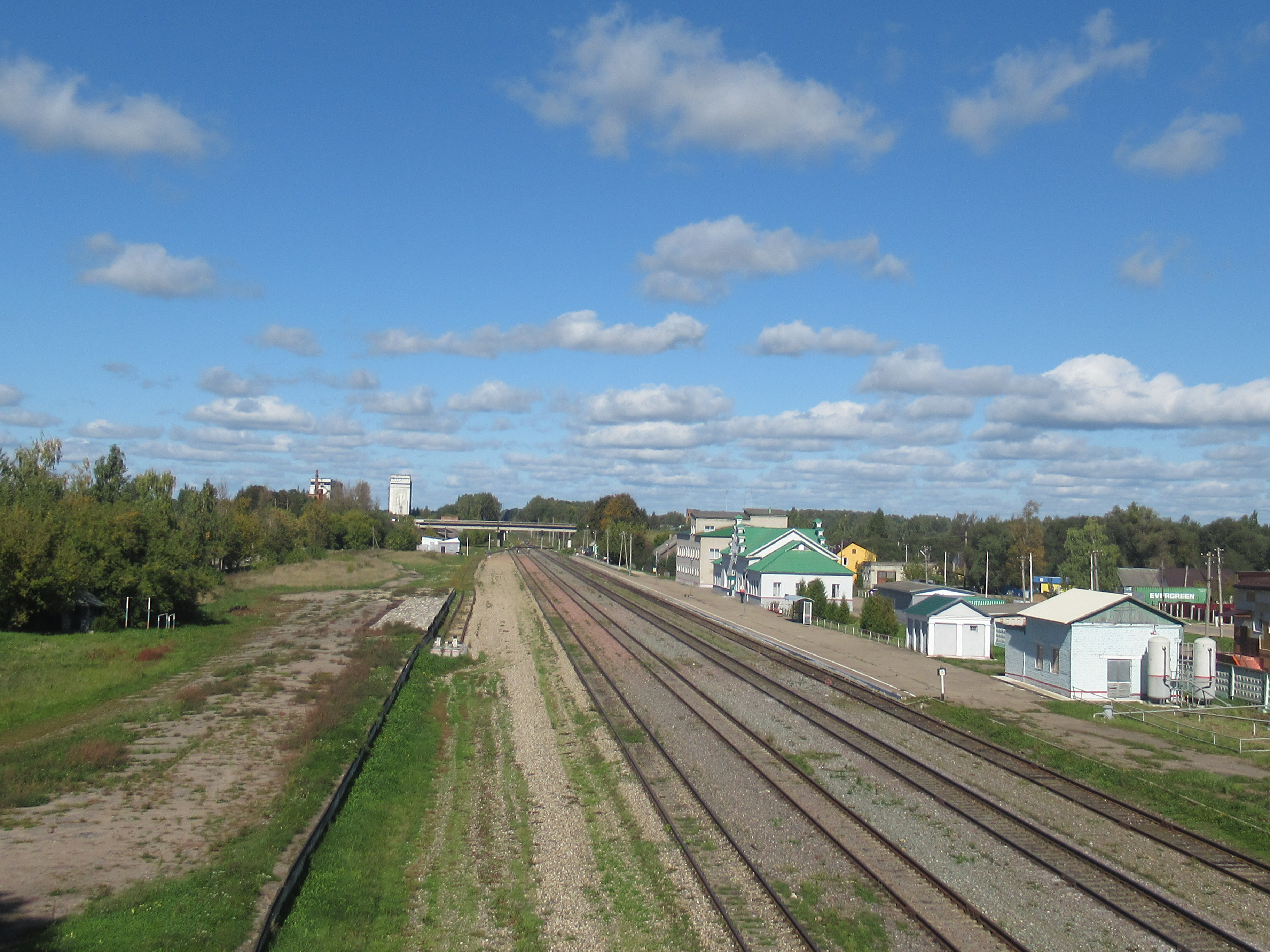
Общий вид

На станции останавливаются поезда дальнего следования и пригородные поезда.

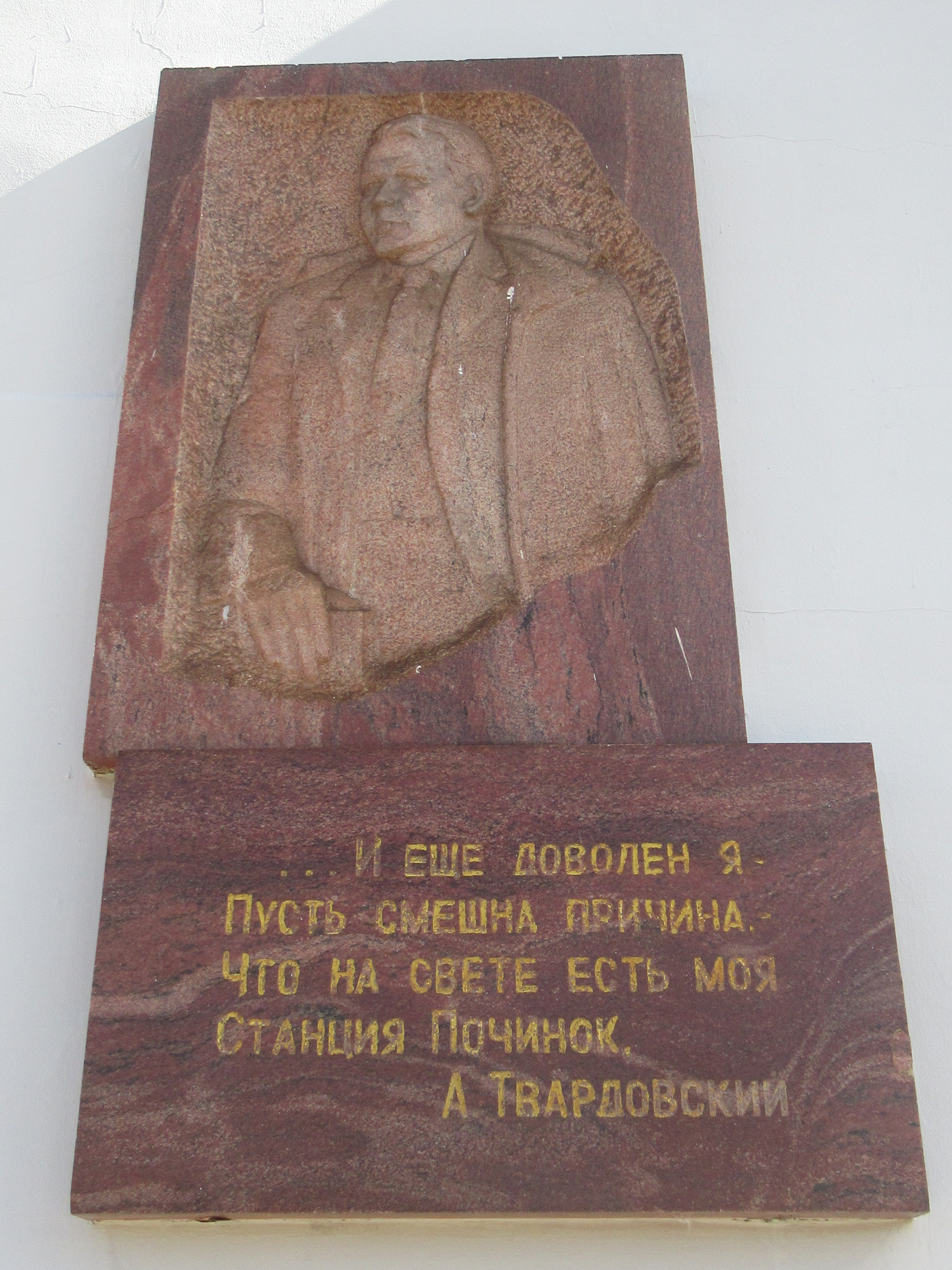
Мемориальная доска со строками Твардовского

Родившийся недалеко от станции поэт Александр Твардовский посвятил ей стихотворение «Станция Починок». В июне 1978 года на фасаде станции была установлена мемориальная доска с барельефом поэта и цитатой-четверостишием. Автор — народный художник России А. Г. Сергеев. В торжественном мероприятии, посвящённом открытию памятной доски, приняли участие брат и сестра Александра Твардовского.